# 高聡
高 聡（こう そう、452年 - 520年）は、北魏の官僚・文人。字は僧智。本貫は渤海郡蓨県。

## 経歴
高聡の曾祖父の高軌は南燕の慕容徳に従って青州に移り、北海郡劇県に居住した。高聡の父の高法昂は、南朝宋の将軍の王玄謨の甥にあたり、若くして王玄謨の征戦に従軍して、員外郎となったが、早逝した。
高聡は生まれたときに母を失い、祖母の王氏に養育された。北魏軍が東陽を攻め落とすと、高聡は連行されて平城に入った。蒋少遊とともに雲中の兵戸となり、貧窮の生活を送った。一族の高允が高位に上ったため、高聡も給与を受けるようになった。高聡は経書や史書を渉猟して、文才があったため、高允に気に入られて朝廷に推挙され、蒋少遊とともに中書博士に任じられた。10年を経て、侍郎に転じ、本官のまま高陽王元雍の王友となった。
493年（太和17年）、員外散騎常侍を兼ね、南朝斉への使者として立った。孝文帝の洛陽遷都が南朝との敵対を意図したものでないことを伝えた。帰国すると、通直散騎常侍・太府少卿に転じ、さらに太子左率とした。
高聡は弓射や乗馬を学んで、将軍として任用される志望を抱いた。ときに孝文帝が南征を企図していたことから、高聡は王粛のもとを訪れて、軍の補佐官として任用されたい希望を述べ、そこで王粛は孝文帝に高聡の意向を伝えた。498年（太和22年）、斉の裴叔業が渦陽を攻撃すると、高聡は仮の輔国将軍となり、2000の兵を率いて、劉藻・傅永・成道益・任莫問らとともに渦陽の救援に向かった。しかしあっさり敗退して、劉藻らとともに懸瓠で逮捕された。孝文帝は高聡の一命を赦して、官爵を剥奪して民とし、平州に配流した。途中で瀛州に立ち寄ると、刺史の王質が白兎を獲たことから、これを献上するための上表文の作成を高聡に任せた。孝文帝は上表の文章を見て感心し、誰が書いたものか王粛に訊ねると、王粛は高聡が書いたものであることを言い当てた。
宣武帝の初年、高聡はひそかに洛陽に戻った。ときに北海王元詳・広陽王元嘉・任城王元澄・咸陽王元禧・王粛・宋弁の6人が輔政にあたる体制にあったが、この六輔体制を廃止するにあたって、高聡は計画策定に貢献した。501年（景明2年）、宣武帝が親政を開始すると、高聡は給事黄門侍郎に任じられ、輔国将軍の号を加えられた。後に黄門のまま散騎常侍に転じた。502年（景明3年）、宣武帝が鄴に行幸し、帰りに河内郡懐県の境に入ると、帝は自ら矢を射て、1里50歩あまりに達した。侍中の高献らが射の記録を銘文にしようと上奏したため、宣武帝は高聡に文章を作らせ、矢を射たところに銘文を残させた。
ときに趙脩が宣武帝の側近として仕えて重用されており、高聡はかれと近しい関係にあった。趙脩の父に追贈されることとなると、高聡が碑文の文章を作った。また趙脩が上表するための文章は、いつも高聡が作っていた。趙脩が死去すると、かれと親しかった甄琛や李憑らはみな失脚したが、高聡は高肇と親しかったために失脚を免れた。茹皓が宣武帝に重用されるようになると、高聡はかれにおもねってその才能と識見を褒めあげ、趙脩などの及ぶところではないと評してみせた。茹皓により高聡は青州の官舎を私邸として払い下げられ、さらに水田数十頃を与えられた。茹皓が殺害されると、高聡はその死は遅いものだったと嘆いてみせた。
高聡は高献の職権を奪ったために、関係が険悪化した。御史中尉の崔亮に収賄の罪を奏上され、平北将軍・并州刺史として出向することとなった。高聡は并州にいた数年の間に、多くの不法行為を犯し、太原郡太守の王椿との関係が険悪化して、再び御史に弾劾されたが、高肇が高聡を支援したため、事なきを得た。宣武帝の末年、高聡は散騎常侍・平北将軍となった。
孝明帝が即位すると、高聡は平北将軍のまま、幽州刺史として出向した。まもなく高肇の党与として、王世義・高綽・李憲・崔楷・蘭氛之らとともに御史中尉の元匡に糾弾されたが、霊太后のはからいにより原職にとどまった。高聡は官職を辞して家に帰り、隠居して人づきあいを断った。果実園を営みながら、悠々自適の暮らしを送った。長らくを経て、光禄大夫の位を受け、安北将軍の号を加えられた。高聡は妓女十数人を抱えており、子のある者も子のない者も妾として籍に入れていた。高聡は病床に伏すと、彼女たちを他人に再嫁させたくないとして、その指を焼いて炭を呑ませ、出家して尼とさせた。520年（正光元年）夏、高聡は死去した。享年は69。撫軍将軍・青州刺史の位を追贈された。諡は献といった。高聡が作った文筆は20巻に及び、別に文集が編まれた。

## 子女
- 高長雲（字は彦鴻、秘書郎、太尉主簿、輔国将軍・中散大夫、河陰の変で殺害された）
- 高叔山（字は彦甫、司徒行参軍、寧朔将軍・越騎校尉）

## 伝記資料
- 『魏書』巻68 列伝第56
- 『北史』巻40 列伝第28